# Mitsuhira Kazushi
Kazushi Mitsuhira (三平 和司 (Tam-Bình Hòa-Tư) Mitsuhira Kazushi, sinh ngày 13 tháng 1 năm 1988 ở Hadano, Kanagawa) là một cầu thủ bóng đá người Nhật Bản hiện tại thi đấu cho Oita Trinita.

## Thống kê sự nghiệp câu lạc bộ
Cập nhật đến ngày 23 tháng 2 năm 2018.
| Thành tích câu lạc bộ | Thành tích câu lạc bộ | Thành tích câu lạc bộ | Giải vô địch | Giải vô địch | Cúp                   | Cúp                   | Cúp Liên đoàn | Cúp Liên đoàn | Tổng cộng | Tổng cộng |
| Mùa giải              | Câu lạc bộ            | Giải vô địch          | Số trận      | Bàn thắng    | Số trận               | Bàn thắng             | Số trận       | Bàn thắng     | Số trận   | Bàn thắng |
| Nhật Bản              | Nhật Bản              | Nhật Bản              | Giải vô địch | Giải vô địch | Cúp Hoàng đế Nhật Bản | Cúp Hoàng đế Nhật Bản | J. League Cup | J. League Cup | Tổng cộng | Tổng cộng |
| --------------------- | --------------------- | --------------------- | ------------ | ------------ | --------------------- | --------------------- | ------------- | ------------- | --------- | --------- |
| 2008                  | Shonan Bellmare       | J2 League             | 4            | 1            | 0                     | 0                     | -             | -             | 4         | 1         |
| 2010                  | Shonan Bellmare       | J1 League             | 9            | 1            | 2                     | 1                     | 6             | 1             | 17        | 3         |
| 2011                  | Oita Trinita          | J2 League             | 23           | 5            | 1                     | 0                     | –             | –             | 24        | 5         |
| 2012                  | Oita Trinita          | J2 League             | 39           | 14           | 0                     | 0                     | –             | –             | 39        | 14        |
| 2013                  | Kyoto Sanga           | J2 League             | 38           | 7            | 2                     | 2                     | –             | –             | 40        | 9         |
| 2014                  | Kyoto Sanga           | J2 League             | 28           | 8            | 1                     | 0                     | –             | –             | 29        | 8         |
| 2015                  | Oita Trinita          | J2 League             | 30           | 4            | 1                     | 0                     | –             | –             | 31        | 4         |
| 2016                  | Oita Trinita          | J3 League             | 15           | 10           | 0                     | 0                     | –             | –             | 15        | 10        |
| 2017                  | Oita Trinita          | J2 League             | 33           | 5            | 0                     | 0                     | –             | –             | 33        | 5         |
| Tổng                  | Tổng                  | Tổng                  | 219          | 55           | 7                     | 3                     | 6             | 1             | 232       | 59        |